# 西之表市
西之表市（日语：／ Nishinoomote shi */?）是日本鹿兒島縣南部，位於大隅群島種子島北部的城市，位於鹿兒島市南方115公里；西臨東海，東臨太平洋，北為大隅海峡，南與中種子町相鄰，面积占种子岛的45%。位於種子島西方12公里的馬毛島也屬於本市的轄區。過去是日本最南端的士族種子島氏的城下町。
現在西之表市是熊毛支廳辦公室的所在地，也是大隅群島的政治經濟中心。

## 人口
| 西之表市人口分布圖 |                                                 |  |
| 西之表市與日本全國年齡別人口分布比較圖 （2005年資料） | 西之表市的年齡、男女別人口分布圖 （2005年資料） |  |
| ■紫色是西之表市 ■綠色是全国 | ■藍色是男性 ■紅色是女性                         |  |
| 西之表市人口變化 \| 1970年 \| 26,222人 \| \| \| 1975年 \| 24,266人 \| \| \| 1980年 \| 23,537人 \| \| \| 1985年 \| 22,692人 \| \| \| 1990年 \| 20,952人 \| \| \| 1995年 \| 19,822人 \| \| \| 2000年 \| 18,866人 \| \| \| 2005年 \| 18,198人 \| \| \| 2010年 \| 16,951人 \| \| \| 2015年 \| 15,967人 \| \| \| 2020年 \| 14,708人 \| \| |                                                 |  |
| 資料來源：日本總務省統計中心提供之人口普查數據 |                                                 |  |
| 1970年 | 26,222人                                        |  |
| 1975年 | 24,266人                                        |  |
| 1980年 | 23,537人                                        |  |
| 1985年 | 22,692人                                        |  |
| 1990年 | 20,952人                                        |  |
| 1995年 | 19,822人                                        |  |
| 2000年 | 18,866人                                        |  |
| 2005年 | 18,198人                                        |  |
| 2010年 | 16,951人                                        |  |
| 2015年 | 15,967人                                        |  |
| 2020年 | 14,708人                                        |  |

## 歷史
種子島過去在7世紀時，受到了飛鳥朝廷的影響，設置了多禰國司（島司）。到了中世紀時，被納入島津莊，成為島津莊的屬地。14世紀管理種子島的島津家家臣種子島氏成為領主；直到16世紀末，第16代島主種子島久時因故被移封，成為島津家的直屬領。

### 沿革
- 1889年4月1日：實施町村制，設置北種子村。
- 1926年4月1日：改名並改制為西之表町。
- 1958年10月1日：改制為西之表市。[3]

## 照片集

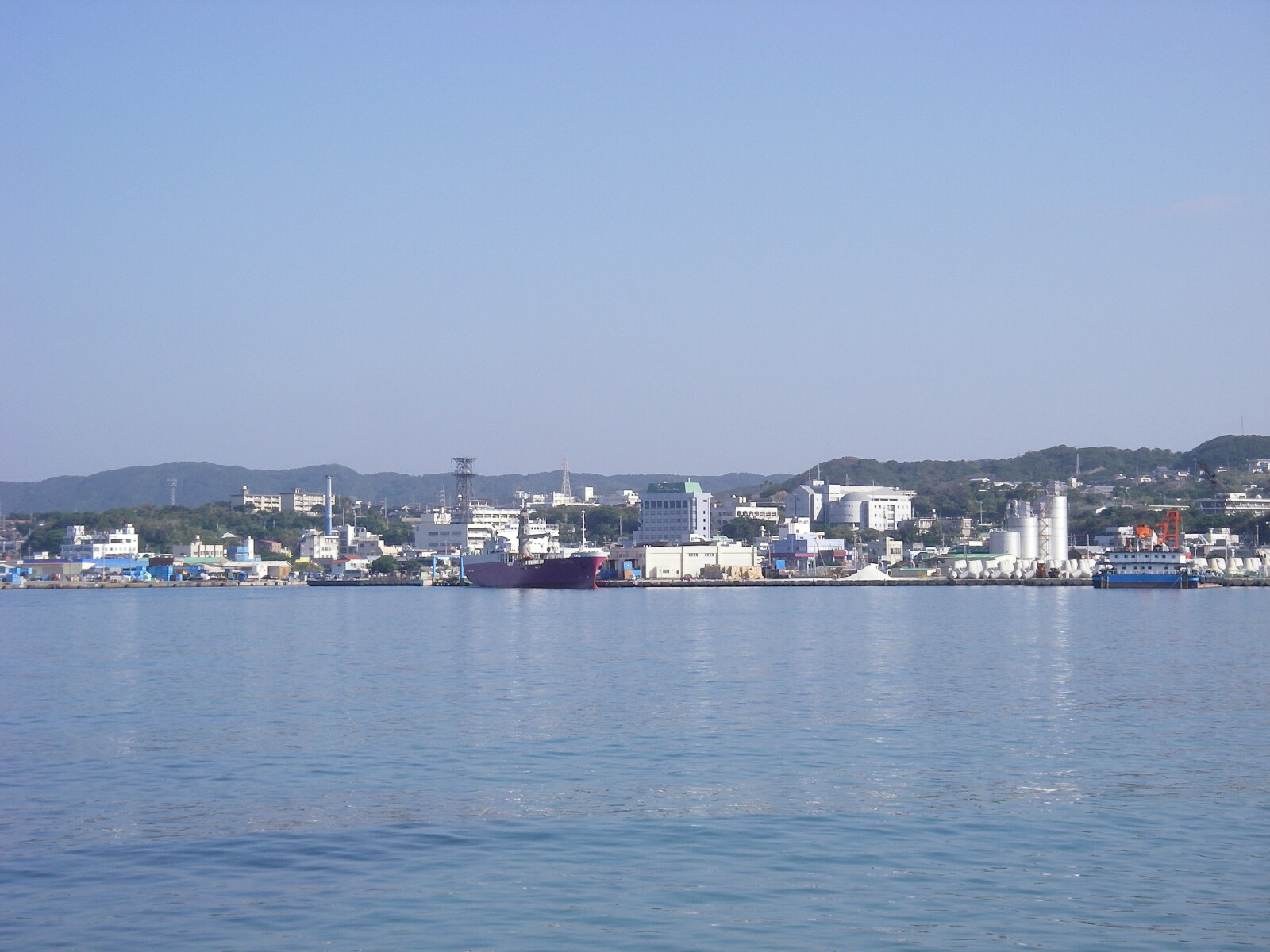
從塰泊地區遙望東海對岸的中心城區與西之表港（左側為中心港區，右側為天神港區）
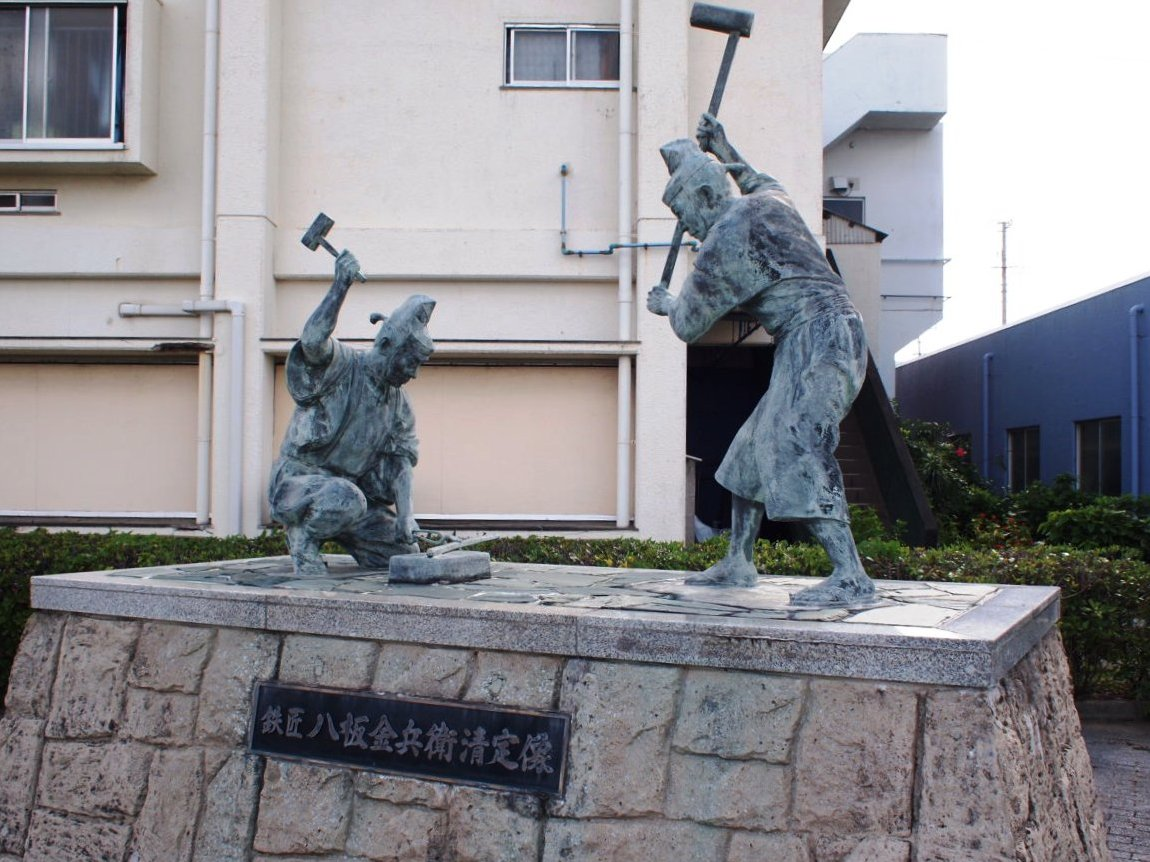
八板金兵衛清定銅像
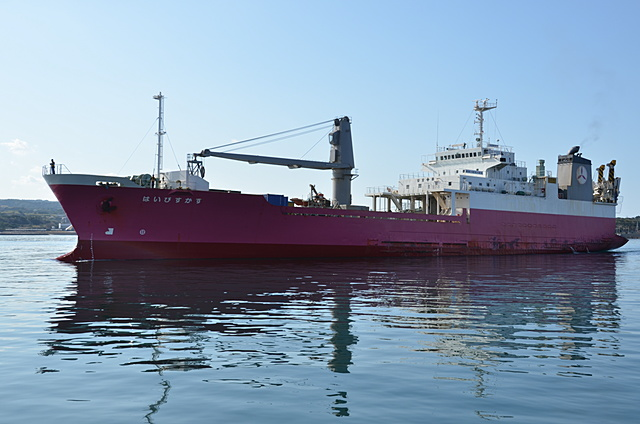
西之表港
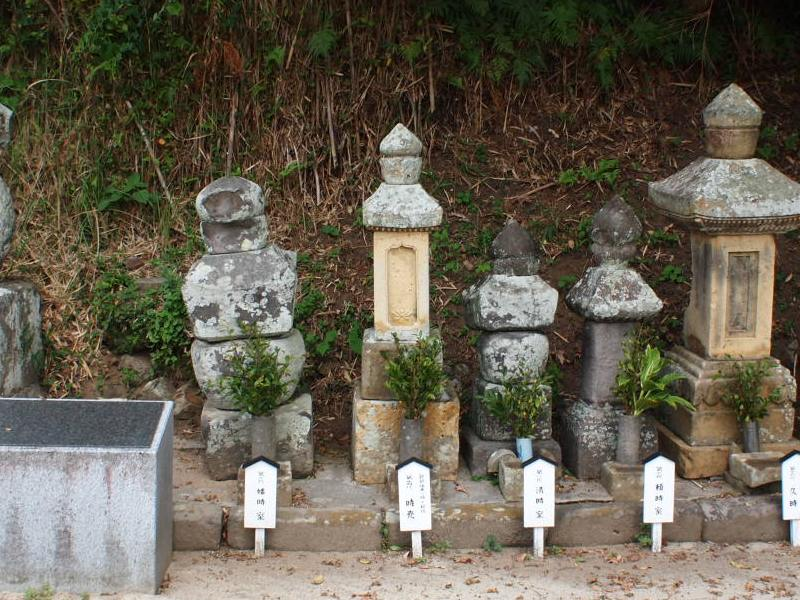
種子島時尭墳墓

## 教育
高等學校
- 鹿兒島縣立種子島高等學校（日语：鹿児島県立種子島高等学校）

## 姊妹、友好都市

### 日本
- 大口市（鹿兒島縣）：於1962年11月10日締結姊妹都市[4]，大口市已於2008年11月1日合併為伊佐市。
- 菱刈町（鹿兒島縣 伊佐郡）：於1962年11月10日締結姊妹都市，菱刈町已於2008年11月1日合併為伊佐市。
- 堺市（大阪府）：於1985年10月18日締結友好都市。
- 長濱市（滋賀縣）：於1986年10月8日締結友好都市。

### 海外
- 比什普鎮（葡萄牙 阿爾加維）：於1993年10月1日締結姊妹都市。